# Dasypus novemcinctus
Dasypus novemcinctus (Броненосець дев'ятисмугий) — вид ссавців з родини Броненосцеві (Dasypodidae). Це є середніх розмірів ссавець, який мешкає в Північній, Центральній і Південній Америці, що робить його найбільш поширеним з броненосців. Етимологія: грец. δασύς — «кошлатий», грец. πούς — «ступня».

## Поширення
Країни проживання: Аргентина, Беліз, Болівія, Бразилія, Колумбія, Коста-Рика, Еквадор, Сальвадор, Французька Гвіана, Гренада, Гватемала, Гаяна, Гондурас, Мексика, Нікарагуа, Панама, Парагвай, Перу, Суринам, Тринідад і Тобаго, Сполучені Штати Америки, Уругвай, Венесуела. Висота проживання: від рівня моря до 2000 м над рівнем моря. Цей броненосець є дуже гнучким і присутній у різних місцях існування, від зрілих і вторинних дощових лісів до пустищ і сухих чагарників. Вони були виявлені поблизу заболочених або в болотистих регіонах, але не часто живуть в них. Також вони не часто зустрічаються в посушливих районах. Проживання не обмежується людською присутністю. Вони не часто мешкають в областях щільної людської популяції, але північно-східна експансія в Сполучених Штатах, здається, пов'язана з людськими дорогами, мостами, залізницею та іншими транспортними маршрутами. Температура також є важливим фактором у виборі місця проживання. D. novemcinctus починають тремтіти при температурі нижче 22°C, але теплота нори дозволяє броненосцю мешкати в районах з помірним кліматом протягом м'якої зими. D. novemcinctus не поширені в будь-яких регіонах, де середня температура січня опускається нижче -2°C.

## Морфологія
Досягає довжини голови й тіла 32-57 см, хвіст довжиною 21-45 см. Вага може змінюватися від 3 до максимум 9,8 кг, але 6,5 кг рідко перевищує. Самці, як правило, трохи важчі, ніж самиці. Має вузьку, трикутної форми голову з довгим розширеним писком. Вуха до 5,9 см в довжину в порівнянні з головою великий, дуже рухливі і мають закруглені кінці. Як і всі броненосці цей характеризується бронею на спині, яка складається з трьох окремих секцій: фіксовані плечова і тазова частини і частина, що складається з 8—10, але зазвичай 9 рухливих смуг, які пов'язані складками шкіри. Броня становить близько 16% від маси тіла. Панцир зазвичай має коричневий колір, в результаті чого нижні частини тіла трохи світліші. Хвіст покритий від 12 до 15 кільцями лусок. Голова частково покрита ороговілими лусками. Вуха дуже темні, голі і покриті грубою, нерівною шкірою. Рідко волохатий живіт без броньованого захисту і має рожевий відтінок. Обличчя, шия і низ покриті невеликими групами волосся. Ноги відносно короткі, на передніх по чотири, на задніх ногах по п'ять пальців, всі забезпечені гострими кігтями. Самиці мають чотири молочні залози. Загальне число зубів коливається від 28 до 32. Зуби прості, невеликі і циліндричні; вони без емалі й продовжують рости протягом всього життя тварини. Тварина має довгий липкий язик, який використовує для споживання комах.

## Стиль життя
Поодинокий, в основному веде нічний спосіб життя. Але може харчуватись у сутінках або раніше вдень під час холодних або хмарних періодів. Вони не впадають в сплячку, але в північній частині їх ареалу, вони є більш активними протягом літніх місяців. Вони перетинають потоки або річки вплав або просто гуляють по дну. Броненосець може затамувати подих на строк до 6 хвилин. Броненосці швидко втомлюються, проте, і не можуть перетнути широкі маси води. Комахоїдний, їсть в основному мурах, термітів й інших дрібних безхребетних. Вони роблять свої будинки в підземних норах. Нори розрізняються за розміром, але може бути до 5 м в довжину і 2 м в глибину. Тварини можуть принести трохи трави і листя всередину нори, і вони часто намагаються приховати вхід шляхом розміщення рослинних залишків навколо нього. Вони можуть мати до 12 нір, але в середньому їх 4 або 5. Самці й самиці можуть ділитися цими норами під час шлюбного сезону, але, як правило, нору розділяють самиця і її потомство або молоді брати й сестри. Відомі хижаки: Puma concolor, Chrysocyon brachyurus, Canis latrans, Canis rufus, Ursus americanus, Panthera onca, Alligator mississippiensis, Homo sapiens, Lynx rufus, Accipitridae.
Парування відбувається протягом шлюбного періоду довжиною 2-3 місяці, який відбувається у липні-серпні в північній півкулі і з листопада по січень в південній півкулі. Одна яйцеклітина запліднюється, але імплантація затримується на три-чотири місяці. Після цього період вагітності складає 4 місяців, протягом яких зигота розпадається на чотири ідентичних ембріони, кожен з яких створює свою власну плаценту, так що кров і поживні речовини не змішуються між ними. Після народження четвірка дітей залишається в норі, живучи за рахунок молока матері протягом приблизно трьох місяців. Потім вони починають харчуватись з матір'ю, в кінцевому підсумку залишаючи її після шести місяців — 1 року. Вони досягають статевої зрілості у віці одного року, і відтворюються щороку протягом решти їх 12-15 річного життя. У неволі максимально зафіксований вік становив 23 роки.

## Використання
Використовується як джерело білка, для виготовлення різних виробів і має медичне застосування в деяких країнах.

## Цікаві факти
- Броненосці є одними з найстаріших груп ссавців
- D. novemcinctus може споживати до 40000 мурашок в один присід
- Броненосці є одними з небагатьох ссавців, які можуть бути заражені Mycobacterium leprae, бактерією, що викликає проказу у людей
- Тварина мають вельми мінливу температуру тіла, від 30° до 36°C, яка вище у самців, в середньому 33,4°С, ніж у самиць, 31,7°С.

## Загрози та охорона
Немає великих загроз для цього виду; на нього полюють по всьому ареалу, але, враховуючи його високі темпи відтворення здається, що чисельність населення залишається стабільною. Проживає у багатьох ПОТ.